# EFQM
La European Foundation for Quality Management (EFQM) è un'organizzazione non profit su base associativa fondata nel 1988 per iniziativa di alcune tra le principali aziende europee con sede a Bruxelles. La fondazione ha lo scopo di promuovere un modello di riferimento (Modello EFQM) al fine di migliorare le prestazioni aziendali attraverso un approccio complessivo più esteso ed articolato rispetto ai modelli classici ISO 9000. Questo modello consente alle aziende di autovalutarsi e di partecipare all'European Quality Award (EQA), premio gestito dalla stessa fondazione.
Nel modello EFQM l'azienda viene analizzata in base a molti elementi (o sottocriteri) che sono poi raggruppati in nove criteri principali, ciascuno con un proprio peso. Il voto ottenuto rispetto ad ogni criterio concorre poi, sulla base del peso previsto dal modello, alla valutazione finale dell'azienda.
I criteri possono essere distinti in due aree:
Fattori abilitanti (cosa fa l'azienda per raggiungere buoni risultati):
1. Leadership (cultura e coinvolgimento del vertice aziendale)
2. Gestione del personale
3. Politiche e strategie
4. Gestione delle risorse
5. Processi (regole e procedure, misurazione delle attività)

Risultati (cosa produce l'azienda):
1. Soddisfazione del personale (crescita professionale, motivazione, coinvolgimento)
2. Soddisfazione del cliente (soddisfazione, fidelizzazione)
3. Impatto sulla società (legame con SA 8000, Codice Etico, CSR)
4. Risultati di business (risultati economici e finanziari)

Il modello è particolarmente efficace nei sistemi integrati dove è necessario fondere aspetti certificativi ISO 9001, ISO 14001, SA 8000 e ISO 45001